# 府城街道 (安陆市)
府城街道，是中华人民共和国湖北省孝感市安陆市下辖的一个乡镇级行政单位。

## 行政区划
府城街道下辖以下地区：
迎春社区、中山社区、北正社区、南大社区、府东社区、凤凰社区、五一社区、府河社区、蒿桥社区、护国社区、解放社区、肖台社区、安棉社区、元通村、凤凰村、河西村、赵河村、光明村和张巷村。